# Канада на Летњим олимпијским играма 1956.
Канада је учествовала на Летњим олимпијским играма, одржаним 1956. године у Мелбурну Аустралија (и Стокхолму Шведска), по дванаести пут у својој историји, освојивши на овим играма шест медаља. Од тих шест освојених медаље две су биле златне, једна сребрна и три бронзане.
Канада је на ове игре послала екипу спортиста која је бројала 97 чланова (77 спортиста и 15 спортисткиња) који су узели учешће у 81 спортској дисциплини у укупно 14 спортова у којима су се такмичили.
По другом извору Канада је послала 99 спортиста. На церемонији отварања канадски веслачи нису учествовали у дефилеу из бојазни да им јако сунце не исцрпи снагу. У квалификационим групама веслачи четверца су доминирали али су имали проблема у финалној трци. До половине стазе су били последњи када су кренули пуном снагом и победили са пет дужина испред другопласиране екипе. Канадски осмерац је такође важио за фаворита, заједно са Американцима и аустралијанцима. На крају канадски осмерац јестигао други у финалу иза америчког осмерца изгубивши злато за пола дужине чамца.
Џералд Алет је освојио злато у стрељаштву. У почетку се мислило да је оборио светски рекорд пошто је у финалу постигао изванредних 600 поена, међутим касније се испоставило да је раздаљина била погрешна. Доминиканска република је чак и издала поштанску марку да би обележила овај успех.

### Освојене медаље на ЛОИ
| Освојене медаље канадских спортиста на ЛОИ 1956. |                            |       |        |        |        |
| Спортиста                                        | Спорт                      | Злато | Сребро | Бронза | Укупно |
| Џералд Рејмонд Алет                              | Стрељаштво, мушки          | 1     | 0      | 0      | 1      |
| Четверац без кормилара                           | Веслање, мушки             | 1     | 0      | 0      | 1      |
| Осмерац са кормиларем                            | Веслање, мушки             | 0     | 1      | 0      | 1      |
| Стуарт Бо                                        | Стрељаштво, мушки          | 0     | 0      | 1      | 1      |
| Ајрин Макдоналд                                  | Скокови с даске, 3m - жене | 0     | 0      | 1      | 1      |
| Јахање, екипно                                   | Јахање, екипно             | 0     | 0      | 1      | 1      |
| Укупно                                           | 4                          | 2     | 1      | 3      | 6      |